# Гайва
Га́йва (от коми-перм. гай — эхо, ва — вода) — малая река в Пермском крае, правый приток Камы. Длина реки — 76 км, площадь водосборного бассейна — 328 км². Протекает по территории Добрянского и Краснокамского районов Пермского края, и города Пермь. Впадает в Каму в 690 км от её устья.
Высота истока — 206 м над уровнем моря. Высота устья — 89 м над уровнем моря.
Большая часть бассейна реки расположена за пределами Перми, и только в нижнем течении (на протяжении около 6 км) протекает по территории города, к югу от одноименного микрорайона. Расположенные здесь промышленные предприятия и транспортные магистрали не оказывают существенного влияние на состояние реки, в отличие от многих других малых рек Перми (таких как Мулянка, Ягошиха, Данилиха и другие).
Известный краевед Валерий Никифорович Шишонко в «Пермской летописи», изданной типографией Губернской земской управы в 1886 году, так описывает Гайву:

Речка Гайва берёт своё начало в восточной части Оханского уезда и затем с западной стороны входит в Пермский уезд, и, наконец, впадает в Каму.

## Притоки
Согласно картам ГГЦ и Росреестра, Гайва имеет 32 притока длиной менее 10 км, из них крупнейший — левый приток Большая Сельская.
от устья
- Мостовая (лв)
- Большая Сельская (лв)
- Малая Сельская (лв)
- Чёрная Речка (пр)
- Грязная (пр)
- Поломка (лв)
- Алёшиха (пр)
- Пивоварка (лв)
- Левинская (пр)
- Южная Песьянка (лв)
- Ольховка (пр)
- Песьянка (лв)
- 53 км: Россоха(лв)[6]

В середине XX века в нижнем течении Гайвы встречались щурята, голавли, окуни, ельцы, плотва, налимы, пескари, ерши, а верховьях — хариусы.
В переводе с коми-пермяцкого Гайва — «холодная вода».